# Philipp von Leonrod

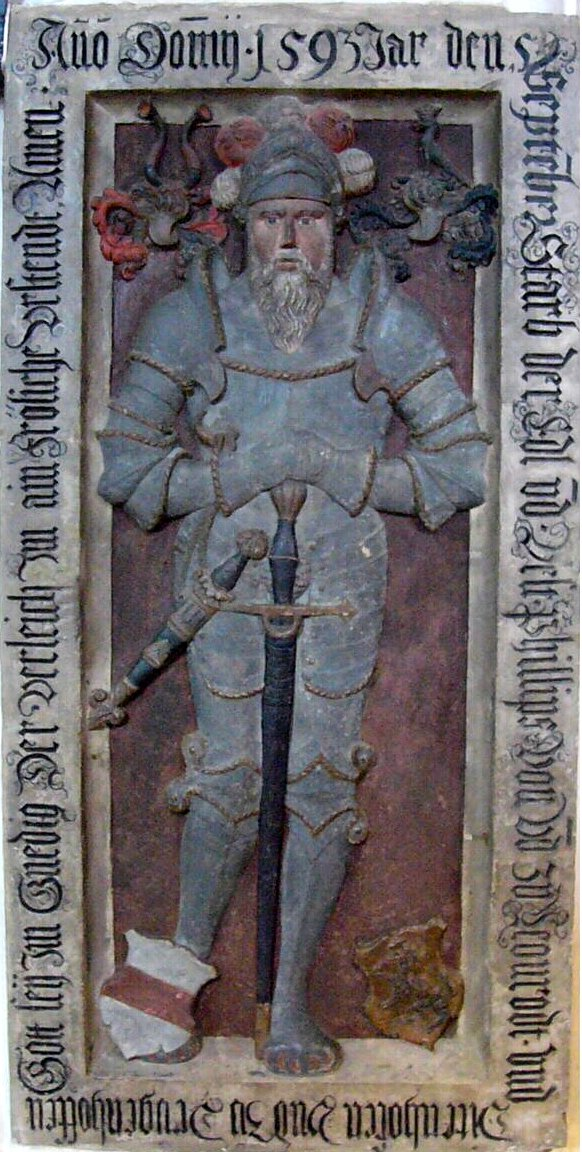
Epitaph des Philipp von Leonrod in der Kirche von Dietenhofen

Philipp von Leonrod († 1593) war ein Grundherr aus der Familie von Leonrod.

## Leben
Philipp von Leonrod war der Sohn des Wilhelm Georg von Leonrod und der Maria von Westernach. Er war verheiratet mit Barbara Hund von Lauterbach. Aus dieser Ehe stammte der Sohn Georg Wilhelm von Leonrod (* 12. September 1556), der mit Maria Anna von Rietheim verheiratet war.
In der Kirche St. Andreas in Dietenhofen im Landkreis Ansbach befindet sich ein Epitaph für Philipp von Leonrod, das noch die originale Bemalung aufweist. Es zeigt den Ritter in Rüstung mit Schwert und Degen.